# NULTE
NULTE (Network of University Language Testers in Europe) ist ein Zusammenschluss von Sprachtestanbietenden aus Europa, die für die Qualität der Fremdsprachenausbildung an den Hochschulen ihrer Länder sorgen. Ziel von NULTE ist die Harmonisierung und Professionalisierung der Fremdsprachenausbildung an Hochschulen auf europäischer Ebene.
Nulte umfasst verschiedene Systeme aus Frankreich (CLES), Spanien (CertAcles), dem Vereinigten Königreich und der Republik Irland (UNILANG), der Slowakei und Tschechien (UNIcertLUCE), Polen (ACERT) sowie Deutschland (UNIcert). Seit September 2018 sind diese  unter dem Dach von CercleS verbunden.
Gegenseitige Anerkennung und Kontrolle, genauso wie gemeinsame Projekte zur Weiterentwicklung des Sprachtestens im Kontext der Fremdsprachenausbildung an Hochschulen, sind Kernelemente dieses europäischen Netzwerks.